# Usopp
Usopp er en fiktiv karakter i animeen og mangaen One Piece. Han er det tredje medlem af Stråhattene og deres skarpskytte og opfinder. Hans drøm er at blive havets tapre kriger.

## Personlighed og optræden
Usopp er med sine 17 år lige så gammel som Luffy, som i øvrigt er hans bedste ven blandt Stråhattene. Sammen med Chopper har de en lille trio, som altid har det sjovt. Usopp er en meget festlig og morsom karakter, der står for mange komiske indfald. Han morer sig især ved at fortælle løgne til Chopper, der tror på alt, Usopp fortæller. Usopp er nemlig lystløgner, og hvis han kan slippe af sted med det, lyver han sig ud af alt. Han bruger også sine løgne til en række andre ting. Det er dog sjældent, at folk tror på ham, men det sker der af og til.
Usopp er som sagt en ægte snyder; også i kamp. Normalt undgår han helst at slås, da han ikke er særlig stærk, men er der ingen udveje, bruger han hovedet. Han har udviklet en masse snydevåben og farlige skyts til sin slangebøsse. Han er en fantastisk skytte og kan ramme alt, hvad han sigter på. Den evne har han højst sandsynligt arvet efter sin far Yasopp, som er i Shanks den røde's sørøverbande, og som han aldrig har kendt. Når han ikke affyrer skyts fra sin slangebøsse, bruger han andre 'våben'. Blandt andet bruger han ketchup, der efterligner blod og får modstanderen til at tro, at Usopp har tabt, og man har også set ham bruge et rebbælte. Men når faren lurer, foretrækker Usopp som sagt at gemme sig bag de andre eller løbe fra problemerne, hvilket han også er meget god til.
Usopps drøm er at blive havenes tapres kriger. Han vil gerne overvinde sin angst og ønsker ikke at være en kujon, så hans far kan se, hvor stor en mand han er blevet, når de engang mødes. Han ved, at han er svag, men han kender også sine styrker og bruger derfor sit hoved og sin intelligens i kampe. På den måde er det lykkes ham at overvinde et par stærke fjender. I Little Garden blev han så imponeret over kæmpernes ære og mandhaftighed, at han blev enig med sig selv, at han helt klart skulle til Elbaf, kæmpernes rige på Grand Line. Det meste af tiden er Usopp dog en kujon, der ryster og nogle gange næsten besvimer af frygt. Han finder sågar på kreative sygdomme for at undgå farlige situationer.
Usopps venskabsforhold til Luffy og Chopper er som sagt rigtig godt, men han har også et fint forhold til de andre, der dog til tider bliver trætte af hans opførsel. Det er dog mest Zoro og Sanji, da Nami og Usopp ofte havner i situationer sammen, hvor de begge står hjælpeløse. Nami og Usopp er på sin vis meget ens, da de begge snyder sig ud af situationer og begge er svage. De kan også betragtes som de eneste mennesker i besætningen da ingen af dem har nogle evner eller andre egenskaber. Usopp ender også ofte sammen med Sanji, som forstår Usopps handlinger og tanker godt.
Usopp ender også tit i akavet situationer, som på Thriller Bark hvor Nami blev overfaldt af en usynlig (og tæmmelig pervers) fjende i badet. Der råbte hun på Usopp, som straks brassede ind i badet. Men da han så hende nøgen, buggede han bare og sagde "tak" hvorefter han vendte sig rundt for at gå ud igen.

## Fortid
Usopp voksede op som enebarn i Syrop-landsbyen. Hans far forlod Usopp og hans mor for at blive pirat, da Usopp var helt lille, og han kan derfor ikke huske ham, men har hørt mange historier om ham. Usopps mor var meget syg og lå i sengen hele dagen. Hver dag håbede Usopp, at et piratskib med hans far om bord skulle ankomme, men det skete aldrig. En dag fandt han på at råbe, at piraterne var kommet med den bagtanke, at hans mor skulle få håbet tilbage og komme til kræfterne igen. Usopps mor var dog godt klar over, at han aldrig ville vende tilbage og sagde til Usopp, at hun er stolt af hans far, og at Usopp skal blive lige så modig som ham. Kort tid efter dør hun, hvilket kun fik Usopp til at lyve mere for at skjule sin sorg. Han gør det til en vane at løbe gennem byen hver morgen og råbe, at piraterne kommer, og Syrop-landsbyens beboere bliver hurtigt trætte af ham.
Den eneste, der gider at høre på ham, er Miss Kaya; en jævnaldrende millionøse, der er syg. Hun er forældreløs og bor alene sammen med sine tjenestefolk i et stort palæ. Usopp sniger sig hver dag ind på grunden, hun bor på, og fortæller fra et træ om sine opdigtede eventyr, som hun nyder at høre om. Hendes butler, Klahadore, ville dog ikke lade Usopp besøge Miss Kaya, da han mente, Usopp var en dårlig indflydelse på hende, og fordi at han i sin tid gav et løfte til Miss Kayas far om at beskytte hende. Klahadore viser sig dog i virkeligheden at være den frygtede kaptajn Kuro, og han har hele tiden gjort Miss Kaya syg ved at påvirke hende psykisk. Han vil dræbe hende, så han kan få hendes enorme formue og har slået sig sammen med hypnotisøren Django, hans tidligere næstkommanderende. Heldigvis for Usopp og Kaya er Luffy, Zoro og Nami lige ankommet til byen, og de besejrer kaptajn Kuro og Django.

## Angreb og kampteknik
Som sagt er Usopp både en snyder og opfinder, og det udnytter han stærkt i sine kampe. Han bruger fysik og kemi og har et miniværksted til at udvikle våbnene, men kan også bruge det førstnævnte i kampene (hans foretrukne våben er dog chicken run eller 8000 mand.] På trods af hans kujonagtige adfærd, er Usopp dog en ekstrem god kriger når han vil. Da han for alvor blev vred, lykkedes det ham (med lidt hjælp fra Chopper)at besejre Mr. 4 og hans partner Miss Merry Christmas fra Baroque Works. På et andet tidspunkt, da besætningen var oppe og skændes over om de skulle have et nyt skib eller ej, da deres skib ikke kunne repareres, blev Usopp så vred at han udfordrede Luffy til kamp. Og under denne kamp viste Usopp hvad han virkelig duede til da han gav Luffy mere end bare lidt modstand (selvom han stadig tabte), og forlod besætningen. Han vendte dog tilbage igen.